# アレキサンダー・ボビン
アレキサンダー・ウラジーミロヴィッチ・ボビン（英語: Alexander  Vladimirovich Vovin, ロシア語: Александр Владимирович Вовин, 1961年1月27日 - 2022年4月8日）は、ロシアのサンクトペテルブルク生まれのアメリカ人言語学・文献学者。

## 経歴
1983年、レニングラード国立大学（現在のサンクトペテルブルク大学）において構造言語学・応用言語学部の修士課程を修了後、1987年、同大学にて歴史的日本語言語学・日本近代文学専門で博士号を取得した。博士論文では『浜松中納言物語』を扱った。
その後、ロシア科学アカデミー・サンクトペテルブルク東洋学研究所にて次席研究員（1987年 - 1990年）、アメリカ合衆国のミシガン州立大学にて日本語専門の助教授（1990年 - 1994年）、マイアミ大学にて日本語専門の助教授（1994年 - 1995年）の職を経て、1995年にハワイ大学に移り、2003年、教授に昇進した。2014年にはフランスの社会科学高等研究院(EHESS)に移った。この間、京都の国際日本文化研究センター（2001年 - 2002年、2008年）、ドイツのボーフム大学（2008年 - 2009年）、東京の国立国語研究所（2012年5-8月）において客員教授を務めた。

## 研究内容・業績
- 日本語歴史的言語学（語源学、形態論、音韻論の観点を中心とする）、奈良時代並びに平安時代の日本語文献学を専門としており、『万葉集』全巻の英翻訳と注釈も手掛けた。
- また、西洋におけるアイヌ語研究の先駆者でもあり、内陸アジア言語研究（特に中国語の写本にのみに保存されている言語）や、古代・中期朝鮮語の文献の研究なども行った。

## 主要な著作
- A Reconstruction of Proto-Ainu, E.J. Brill, (1993), ISBN 9004099050
- A Reference Grammar of Classical Japanese Prose, Routledge/Curzon Press, (2002), ISBN 0700717161

平安時代の物語の文法。ロイ・アンドリュー・ミラーによる辛辣な書評がある。
- アレキサンダー・ボビン、長田俊樹 編『日本語系統論の現在』国際日本文化研究センター、2003年。ISBN 490155817X。
- A Descriptive and Comparative Grammar of Western Old Japanese, Global Oriental, (2009) (2冊)
- 『萬葉集と風土記に見られる不思議な言葉と上代日本列島に於けるアイヌ語の分布』国際日本文化研究センター、2009年。
- Koreo-Japonica: A Re-evaluation of a Common Genetic Origin, University of Hawai'i Press, (2010), ISBN 0824832787
- Man'yōshū, Book 5: A New English Translation Containing the Original Text, Kana Transliteration, Romanization, Glossing and Commentary, Global Oriental/Brill, (2011), ISBN 1906876207

万葉集巻5の本文・注釈・英語への翻訳。ほかの巻も順次出版されつつある。